# Europese kampioenschappen indooratletiek 2025 – 60 meter horden mannen
De 60 meter horden voor mannen op de Europese indoorkampioenschappen van 2025 vonden de series plaats op 6 maart en de halve finales en finale op 7 maart 2025 en werd gehouden op de shorttrackbaan van Omnisport in Apeldoorn in Nederland. Het was de zesendertigste keer dat dit onderdeel op het programma stond.
De Poolse Jakub Szymański won de 60 meter horden in 7,43 s voor de Fransmannen Wilhem Belocian in 7,45 s en Just Kwaou-Mathey 7,50 s. De Nederlander Job Geerds werd in vijfde in een tijd van 7,61 s. De Belg Elie Bacari liep een Europees record onder 23 jaar.

## Records
Voorafgaand aan het toernooi waren dit het Wereldrecord, Europees record, Kampioenschapsrecord en de Wereld-, Europese leiding.
| Wereldrecord         | Grant Holloway  | 7,27 s | Albuquerque  | 13 februari 2024 |
| Europees record      | Colin Jackson   | 7,30 s | Sindelfingen | 6 maart 1994     |
| Kampioenschapsrecord | Colin Jackson   | 7,39 s | Parijs       | 12 maart 1994    |
| WL                   | Grant Holloway  | 7,36   | Liévin       | 16 februari 2025 |
| EL                   | Jakub Szymański | 7,39 s | Łódź         | 22 februari 2025 |

## Resultaten[1]

### Series
De eerste drie van elke serie kwalificeerden zich direct voor de halve finales. Van de overgebleven atleten kwalificeerden de vier tijdsnelsten zich ook voor de halve finales.

#### Serie 1
| Rang | Atleet                | Land        | Tijd (s) | Bijz. |
| ---- | --------------------- | ----------- | -------- | ----- |
| 1    | Enrique Llopis        | Spanje      | 7,53     | Q     |
| 2    | Theo Pedre            | Frankrijk   | 7,68     | Q     |
| 3    | Gregory Minoue        | Duitsland   | 7,69     | Q     |
| 4    | Damian Czykier        | Polen       | 7,70     |       |
| 5    | Abdel Kader Larrinaga | Portugal    | 7,79     |       |
| 6    | Hassane Fofana        | Italië      | 7,80     | SB    |
| 7    | Joas van Hellemondt   | Nederland   | 7,85     |       |
| 8    | Mathieu Jaquet        | Zwitserland | 7,86     |       |

#### Serie 2
| Rang | Atleet            | Land                | Tijd (s) | Bijz.         |
| ---- | ----------------- | ------------------- | -------- | ------------- |
| 1    | Wilhem Belocian   | Frankrijk           | 7,46     | Q, SB         |
| 2    | Elie Bacari       | België              | 7,51     | Q, =AU23R =NR |
| 3    | Krzysztof Kiljan  | Polen               | 7,64     | Q             |
| 4    | Lorenzo Simonelli | Italië              | 7,66     | q, SB         |
| 5    | Elmo Lakka        | Finland             | 7,69     | q             |
| 6    | Alin Ionut Anton  | Roemenië            | 7,72     | SB            |
| 7    | Bálint Szeles     | Hongarije           | 7,93     |               |
| 8    | Daniel Goriola    | Verenigd Koninkrijk | 7,96     |               |

#### Serie 3
| Rang | Atleet                        | Land        | Tijd (s) | Bijz. |
| ---- | ----------------------------- | ----------- | -------- | ----- |
| 1    | Just Kwaou-Mathey             | Frankrijk   | 7,47     | Q, SB |
| 2    | Jason Joseph                  | Zwitserland | 7,56     | Q     |
| 3    | Job Geerds                    | Nederland   | 7,60     | Q, SB |
| 4    | Abel Jordán                   | Spanje      | 7,65     | q     |
| 5    | Michael Obasuyi               | België      | 7,68     | q     |
| 6    | Jakob Filip Demšar            | Slovenië    | 7,74     | SB    |
| 7    | Christos-Panagiotis Roumtsios | Griekenland | 7,83     | PB    |
| 8    | Dániel Eszes                  | Hongarije   | 8,16     |       |

#### Serie 4
| Rang | Atleet             | Land       | Tijd (s) | Bijz. |
| ---- | ------------------ | ---------- | -------- | ----- |
| 1    | Jakub Szymański    | Polen      | 7,51     | Q     |
| 2    | Asier Martínez     | Spanje     | 7,69     | Q     |
| 3    | Mikdat Sevler      | Turkije    | 7,74     | Q     |
| 4    | Nicolo' Giacalone  | Italië     | 7,75     | PB    |
| 5    | Timme Koster       | Nederland  | 7,78     | PB    |
| 6    | Manuel Mordi       | Duitsland  | 7,80     |       |
| 7    | Santeri Kuusiniemi | Finland    | 7,85     |       |
| —    | Enzo Diessl        | Oostenrijk | DNF      |       |

### Halve finales
De eerste drie van elke halve finale kwalificeerden zich direct voor de finale. Van de overgebleven atleten kwalificeerden de twee tijdsnelsten zich ook voor de finale.

#### Halve finale 1
| Rang | Atleet              | Land      | Tijd (s) | Bijz. |
| ---- | ------------------- | --------- | -------- | ----- |
| 1    | Wilhem Belocian     | Frankrijk | 7,44     | Q, SB |
| 2    | Enrique Llopis      | Spanje    | 7,49     | Q     |
| 3    | Job Geerds          | Nederland | 7,54     | Q, PB |
| 4    | Asier Martínez      | Spanje    | 7,56     | q     |
| 5    | Lorenzo Simonelli   | Italië    | 7,60     |       |
| 6    | Krzysztof Kiljański | Polen     | 7,62     |       |
| 7    | Elie Bacari         | België    | 7,75     |       |
| 8    | Elmo Lakka          | Finland   | 7,81     |       |

#### Halve finale 2
| Rang | Atleet            | Land        | Tijd (s)  | Bijz. |
| ---- | ----------------- | ----------- | --------- | ----- |
| 1    | Jakub Szymański   | Polen       | 7,49(482) | Q, SB |
| 2    | Just Kwaou-Mathey | Frankrijk   | 7,49(486) | Q     |
| 3    | Michael Obasuyi   | België      | 7,55      | Q     |
| 4    | Abel Jordán       | Spanje      | 7,58      | q, PB |
| 5    | Theo Pedre        | Frankrijk   | 7,60      |       |
| 6    | Gregory Minoue    | Duitsland   | 7,68      |       |
| 7    | Jason Joseph      | Zwitserland | 7,70      |       |
| 8    | Mikdat Sevler     | Turkije     | 7,82      |       |

### Finale
| Rang   | Atleet            | Land      | Tijd (s) | Bijz. |
| ------ | ----------------- | --------- | -------- | ----- |
| Goud   | Jakub Szymański   | Polen     | 7,43     |       |
| Zilver | Wilhem Belocian   | Frankrijk | 7,45     |       |
| Brons  | Just Kwaou-Mathey | Frankrijk | 7,50     |       |
| 4      | Abel Jordán       | Spanje    | 7,54     |       |
| 5      | Job Geerds        | Nederland | 7,61     |       |
| 6      | Michael Obasuyi   | België    | 7,63     |       |
| 7      | Asier Martínez    | Spanje    | 7,68     |       |
| —      | Enrique Llopis    | Spanje    | DNS      |       |